# Amelie Kiefer
Amelie Kiefer (* 17. Oktober 1987 in München) ist eine deutsche Schauspielerin.

## Werdegang
Kiefer stand im Alter von fünf Jahren zum ersten Mal vor der Kamera. Nach dem Realschulabschluss ging sie nach Argentinien, dort studierte sie an einer Kunstschule und lernte Spanisch. Nach einem Jahr kehrte sie nach München zurück und bildete sich 2006/07 bei IMAL International Munich Artlab im Bereich Bildende Kunst fort. Danach nahm sie Schauspielunterricht und verlegte ihre künstlerische Tätigkeit ganz auf die Darstellende Kunst.
Anschließend übernahm sie kleinere Rollen in Fernsehproduktionen. In Leben wäre schön (2003) spielte sie das Kind einer Krebskranken, in Vier Töchter (2006) die jüngste dreier Schwestern, die mit der Existenz einer weiteren Schwester konfrontiert werden. In dem Spielfilm Die Welle (2008) wirkte sie an der Seite von Jürgen Vogel mit und wurde für ihre Darstellung als Beste weibliche Nebendarstellerin für den Undine Award nominiert. 2009 war sie in der ARD-Produktion Die Drachen besiegen als an Leukämie erkrankte Anna zu sehen, für deren Darstellung sie den Günter-Strack-Fernsehpreis als Beste Nachwuchsschauspielerin 2009 erhielt und in der Kategorie Beste Schauspielerin Nebenrolle für den Deutschen Fernsehpreis 2009 nominiert wurde.
Im Mai 2008 zog sie von München nach Berlin.

## Filmografie (Auswahl)
- 2000: Das Herz des Priesters, Regie: Marco Serafini
- 2003: Leben wäre schön, Regie: Kai Wessel
- 2006: Medicopter 117 – Flug ins Ungewisse
- 2006: Vier Töchter, Regie: Rainer Kaufmann
- 2008: Weitertanzen, Regie: Friederike Jehn
- 2008: Die Welle, Regie: Dennis Gansel
- 2008: Der Streit der Waisenmädchen von Sankt Joseph über ein Wunder in ihrer Mitte (Kurzfilm)
- 2008: Bella Block: Das Schweigen der Kommissarin, Regie: Markus Imboden
- 2008: Stubbe – Von Fall zu Fall, Sonnenwende, Regie: Peter Kahane
- 2009: Die Drachen besiegen, Regie: Franziska Buch
- 2009: Ellas Geheimnis, Regie: Rainer Kaufmann
- 2010: Kommissarin Lucas – Spurlos, Regie: Thomas Berger
- 2010: Renn, wenn du kannst, Regie: Dietrich Brüggemann
- 2010: Die Hebamme – Auf Leben und Tod, Regie: Dagmar Hirtz
- 2010: Blond bringt nix, Regie: Isabel Kleefeld
- 2010: In aller Stille, Regie: Rainer Kaufmann
- 2011: Ein starkes Team – Tödliches Schweigen, Regie: Thorsten Näter
- 2011: Der Alte – Nur noch die Finsternis, Regie: Ulrich Zrenner
- 2012: Lena Fauch und die Tochter des Amokläufers, Regie: Kai Wessel
- 2012: 3 Zimmer/Küche/Bad, Regie: Dietrich Brüggemann
- 2012: Muster, Regie: Clemens von Wedemeyer
- 2013: Kaptn Oskar, Regie: Tom Lass
- 2013: Wildwechsel, Regie: Maria-Anna Rimpfl
- 2014: Der Imagonaut, Regie: Philipp Wenning
- 2015: Tatort: Die Wiederkehr, Regie: Florian Baxmeyer
- 2015: Storno – Todsicher versichert, Regie: Jan Fehse
- 2016: Nirgendwo, Regie: Matthias Starte
- 2015: SOKO Leipzig – Wem gehört die Stadt, Regie: Herwig Fischer
- 2017: Tatort: Stau, Regie: Dietrich Brüggemann
- 2017: Blind & Hässlich, Regie: Tom Lass
- 2017: Whatever Happens, Regie: Niels Laupert
- 2018: Gladbeck, Regie: Kilian Riedhof
- 2018: Labaule & Erben, Regie: Boris Kunz
- 2018: Rückenwind von vorn, Regie: Philipp Eichholtz
- 2019: Der Alte – Das perfekte Opfer, Regie: Michael Kreindl
- 2019: SOKO Potsdam – Nervenkitzel
- 2019: Der Kriminalist – Der Fall Bruno Schumann
- 2020: Der Bergdoktor – Zeit des Erwachens
- 2020: MaPa – Altes Ego
- 2020: Das Leben ist kein Kindergarten
- 2021: Familie ist ein Fest – Taufalarm
- 2022: Kommissarin Lucas: Goldrausch (Fernsehreihe)
- 2022: Tatort: Das kalte Haus
- 2023: Der Staatsanwalt – Kontrollverlust
- 2023: Das Quartett: Tödliche Lieferung
- 2024: Servus, Euer Ehren – Endlich Richterin (Fernsehfilm)
- 2024: Mord auf dem Inka-Pfad (Fernsehvierteiler)